# .nz
A .nz Új-Zéland internetes legfelső szintű tartomány kódja, melyet 1987-ben hoztak létre.

## Második szintű tartománykódok
- cri.nz – kutatóintézeteknek.
- govt.nz – kormányzati szervezeteknek.
- iwi.nz – egy maori törzs kódja.
- parliament.nz – az új-zélandi parlamentnek.
- mil.nz – az új-zélandi haderőnek.
- ac.nz – felsőoktatási intézményeknek.
- co.nz – kereskedelmi szervezeteknek.
- geek.nz – számítógépes képzettséggel, műszaki képzettséggel rendelkező magánszemélyeknek.
- gen.nz – magánszemélyeknek.
- maori.nz – maori magánszemélyeknek, csoportoknak, szervezeteknek.
- net.nz – internetszolgáltatóknak.
- org.nz – nonprofit szervezeteknek.
- school.nz – iskoláknak.